# Meranija
Meranija je zgodovinsko ime hrvaške pokrajine v Istri, ki se razteza od Reke do Plomina. Omenjena je v več zgodovinskih dokumentih. Bizantinski cesar Konstantin VII. je v De administrando imperio zapisal, da je pripadala Kraljevini Hrvaški. Al-Idrizi je leta 1153 zapisal, da je Lovran zadnje primorsko mesto Oglejskega patriarhata, Bakar pa prvo mesto Kraljevine Hrvaške. Do kdaj je bila Meranija del kraljevine, ni znano. Del zgodovinarjev meni, da do 1260. let, ko jo je zasedel istrski in kranjski mejni grof Ulrik II. Weimar-Orlamündski. Drugi menijo, da je del Kraljevine Hrvaške ostala do leta 1116, ko je prišla v posest oglejskih patriarhov. 
V 12. stoletju se prvič pojavi pojem Meranske kneževine (ducatus Meranie). Naslovni gospodarji Meranije so bili grofje iz hiše Dachau in hiše Andechs -  Konrad II. Dachauski in istočasno grof iz hiše Andechs. Oba naslova sta bila verjetno prazna. Meraniji so vladali tudi devinski gospodje, vendar ni jasno, kdaj so jo dobili v posest. Meranijo so si lastili tudi puljski škofje, vendar iz dokumentov ni razvidno, kako je do tega prišlo. Po smrti Huga IX. Devinskega leta 1399 je Meranija z mesti Reka, Kastav, Veprinac, Lovran, Mošćenice in Brseč prešla v posest družine Walsee. Od leta 1465 so tem krajem vladali Habsburžani. 

## Vira
- Neven Budak: Meranija, Istarska enciklopedija, Leksikografski zavod Miroslav Krleža 2008.
- Meranija, Hrvatska enciklopedija, Leksikografski zavod Miroslav Krleža